# Tomasz Majewski
Tomasz Majewski (Nasielsk, 1981. augusztus 30. –) kétszeres olimpiai bajnok lengyel súlylökő.

## Pályafutása
Első komoly nemzetközi sikerét 2004-ben Budapesten érte el a fedett pályás világbajnokságon, ahol negyedik lett. Ebben az évben kijutott az athéni olimpiára, de ott döntőbe nem jutott.
Részt vett a 2005-ös világbajnokságon, ahol kilencedik helyen végzett. Ugyanebben az évben megnyerte az Universiadét.
A 2006-os Európa bajnokságon Göteborgban kilencedik lett, a 2007-es világbajnokságon pedig egyéni csúcsát megjavítva 20,87 méteres eredménnyel ötödik.
2008-ban a fedett pályás világbajnokságon a fedett pályás legjobbját is megjavította, és a 20,93 méteres dobása bronzérmet hozott neki. Karrierje csúcspontja eddig a 2008-as olimpia volt, ahol az egyéni legjobbján jelentősen javítva, 21,51 méteres dobással győzött. Ezen a versenyen majdnem fél méterrel jobbat ért el, mint az ezüstérmes Christian Cantwell (21,09 méter).
A 2009-es világbajnokságon Christian Cantwell mögött az ezüstérmet szerezte meg.
A 2010-es atlétikai Európa-bajnokságon ezüstérmes lett.
A 2012-es olimpián 21,89 méteres dobásával sikerült megvédenie bajnoki címét. Súlylökésben az olimpiák történetében ő a harmadik, akinek ez sikerül, az európaiak közül pedig ő az egyetlen.

## Egyéni legjobbjai
- 21,95 méter (2009), Stockholm
- Fedettpályán 21,10 méter (2009), Chemnitz